# Sueskonferenzen
Die Sueskonferenzen fanden im Jahr 1956 nach der überraschenden Verstaatlichung des Sueskanal-Betreibers durch Ägypten in London statt. 
Am 26. Juli 1956 hatte Ägypten die Sueskanal-Gesellschaft, die in westlichem Besitz war, überraschend nationalisiert. Die betroffenen Staaten veranstalteten deshalb eine Konferenzserie in der britischen Metropole über das weitere Vorgehen. Vom 16. bis 23. August, vom 19. bis 21. September und vom 1. bis 5. Oktober fanden drei Sueskonferenzen statt, auf denen 22 Staaten vertreten waren. Die Teilnehmer einigten sich darauf, eine Körperschaft der Sueskanal-Benutzer zur Verwaltung des Seeweges vorzuschlagen und gemeinsam ihre Interessen gegenüber dem Staat am Nil zu wahren und durchzusetzen. Die Sowjetunion lehnte als einziger Teilnehmer dies ab und betonte die ägyptische Souveränität für alle Einrichtungen auf seinem Staatsgebiet. Ägypten zeigte sich auch nicht zu Änderungen bereit. 